# NGC 363
NGC 363 је лентикуларна галаксија у сазвежђу Кит која се налази на NGC листи објеката дубоког неба.
Деклинација објекта је - 16° 32' 32" а ректасцензија 1h 6m 15,7s. Привидна величина (магнитуда) објекта NGC 363 износи 14,7 а фотографска магнитуда 15,7. NGC 363 је још познат и под ознакама MCG -3-3-23, NPM1G -16.0038, PGC 3911.